# Süllanina kuiv
Süllanina kuiv ist eine unbewohnte Insel, 130 Meter von der größten estnischen Insel Saaremaa entfernt. Die Insel liegt in der Landgemeinde Saaremaa im Kreis Saare. Sie gehört zum Nationalpark Vilsandi.
Süllanina kuiv ist 100 Meter lang und 25 Meter breit.